# Kampala (district)
Pour la capitale du pays, voir Kampala.
Le district de Kampala est le district d'Ouganda composé de la capitale, Kampala d'où il tire son nom. La principale langue parlée est le Luganda même si de nombreuses autres langues sont parlées (Anglais, Swahili, Runyankole/Rukiga, Acholi et Lusoga).

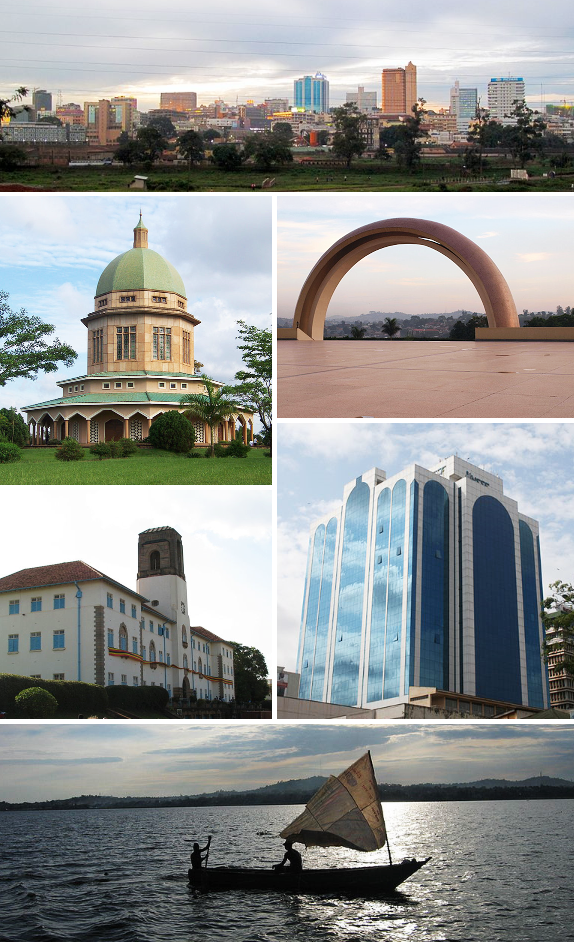
Dans le sens inverse des aiguilles d'une montre ; à partir du haut : vue panoramique sur le centre de Kampala, le temple bahá'i, l'université de Makerere, vue panoramique sur le lac Victoria, la maison des travailleurs de Kampala, la mosquée nationale de l'Ouganda

## Géographie
Le district de Kampala est situé dans le Royaume de Buganda, en Ouganga Central. Il est entouré des districts de Wakiso au sud, à l'ouest et au nord et par la ville de Kira à l'est.

## Population
D'après le recensement de 2002, la population du district de Kampala est d'environ 1.189.100 personnes. En 2010, le bureau des statistiques de Kampala a estimé la population du district à 1.597.900 habitants. En 2011, la population de la ville de Kampala est estimée à environ 1.659.600 personnes.

## Subdivisions administratives
Le district de Kampala est divisé en 5 subdivisions:
- Kampala Central Division
- Kawempe Division
- Nakawa Division
- Makindye Division
- Lubaga Division

Chaque subdivisions administratives est administrée indépendamment par des élus locaux dépendant du conseil d'administration dirigé par le maire. Le maire actuel de Kampala est Al Hajj Erias Lukwago.